# Ethel Griffies
Ethel Griffies est une actrice anglaise de théâtre, de cinéma et de télévision, née Ethel Woods le 26 avril 1878 à Sheffield, Yorkshire (Angleterre), et morte à Londres le 9 septembre 1975.

## Filmographie partielle
- 1931 : Le Millionnaire de John G. Adolfi - Mme Andrews
- 1931 : Waterloo Bridge de James Whale - Mme Hobley
- 1931 : Chances d'Allan Dwan
- 1932 : Payment Deferred de Lothar Mendes
- 1932 : Ici New York (Are You Listening?) de Harry Beaumont
- 1933 : Princesse Nadia (Tonight Is Ours) de Stuart Walker - Zana
- 1933 : Chanteuse de cabaret (Torch Singer) d'Alexander Hall et George Somnes (en) - Agatha Alden
- 1933 : Club de minuit (Midnight Club) d'Alexander Hall et George Somnes (en) : la Duchesse
- 1933 : Le Fou des îles (White Woman) de Stuart Walker - Mme Chisholm
- 1934 : Four Frightened People de Cecil B. DeMille - La mère de Mme Ainger
- 1934 : Résurrection (We Live Again), de Rouben Mamoulian
- 1934 : Le Retour de Bulldog Drummond (Bulldog Drummond Strikes Back) de Roy Del Ruth - Mme Field
- 1935 : Le Retour de Peter Grimm (The Return of Peter Grimm), de George Nichols Jr.
- 1935 : Le Monstre de Londres (Werewolf of London) de Stuart Walker - Mme Whack
- 1939 : Nous ne sommes pas seuls (We Are Not Alone) d'Edmund Goulding
- 1940 : L'Inconnu du troisième étage (Stranger on the Third Floor) de Boris Ingster - Mme Kane
- 1940 : Irène (Irene) de Herbert Wilcox - Princesse Minetti
- 1940 : L'Angoisse d'une nuit (Vigil in the Night), de George Stevens - L'infirmière East
- 1941 : Un Yankee dans la RAF (A Yank in the RAF) de Henry King - Lady Fitzhugh
- 1941 : Qu'elle était verte ma vallée (How Green Was My Valley) de John Ford - Mme Nicholas
- 1941 : Quel pétard ! (Great Guns) de Monty Banks - Tante Agatha
- 1942 : Time to Kill d'Herbert I. Leeds
- 1942 : Le Fruit vert (Between Us Girls) de Henry Koster
- 1943 : Holy Matrimony de John M. Stahl - Lady Vale
- 1945 : Frisson d'amour (Thrill of a Romance) de Richard Thorpe - Mme Sarah Fenway
- 1946 : La Vie passionnée des sœurs Brontë (Devotion) de Curtis Bernhardt - La tante Branwell
- 1947 : L'Amour au trot (The Homestretch) de H. Bruce Humberstone - Tante Martha
- 1947 : Telle mère, telle fille (Millie's Daughter) de Sidney Salkow - Tante Katherine
- 1963 : Les Oiseaux (The Birds) d'Alfred Hitchcock - Mme Bundy, l'ornithologue
- 1963 : Billy le menteur (Billy Liar) de John Schlesinger -  Florence, la grand-mère de Billy
- 1965 : Fièvre sur la ville (Bus Riley's Back in Town)